# Linus Pauling
Linus Carl Pauling (Portland, Oregón; 28 de febrero de 1901-Big Sur, California; 19 de agosto de 1994) fue un ingeniero químico, bioquímico y activista estadounidense. Él mismo se consideraba cristalógrafo, biólogo molecular e investigador médico. Fue uno de los primeros químicos cuánticos, y recibió el Premio Nobel de Química en 1954, por su trabajo en el que describía los enlaces químicos. Pauling es, hasta ahora, una de las pocas personas que han recibido el Premio Nobel en más de una ocasión, y las dos veces de manera individual, ya que también recibió el Premio Nobel de la Paz en 1962, por su campaña contra las pruebas nucleares terrestres y el Premio Lenin de la Paz en 1969 por su activismo y defensa de los Derechos Humanos.
Contribuyó a la definición de la estructura de los cristales y proteínas, y fue uno de los fundadores de la biología molecular. Es reconocido como un científico muy versátil, debido a sus contribuciones en diversos campos, entre ellos: la química cuántica, la química inorgánica y orgánica, la metalurgia, la inmunología, la anestesiología, la psicología y la desintegración radiactiva.
Adicionalmente, Pauling abogó por el consumo de grandes dosis de vitamina C, algo que ahora se considera fuera de la ortodoxia médica.
En 1939 publicó su obra más importante, The Nature of the Chemical Bond (La naturaleza del enlace químico), en la cual desarrolló el concepto de hibridación de los orbitales atómicos. Tanto sus trabajos sobre los sustitutos del plasma sanguíneo (con Harvey Itano), durante la Segunda Guerra Mundial, como sus investigaciones en la anemia de células falciformes (o drepanocitosis, que calificó con el revolucionario término de «enfermedad molecular»), influyeron en gran medida en la investigación de la biología de la segunda mitad del siglo XX. Pauling descubrió la estructura de la hélice alfa (la forma de enrollamiento secundario de las proteínas), lo que lo llevó a acercarse al descubrimiento de la «doble hélice» del ADN (ácido desoxirribonucleico), poco antes de que Rosalind Franklin (1920-1958), Maurice Wilkins (1916-2004), James Dewey Watson (1928-) y Francis Crick (1916-2004) hicieran el descubrimiento en 1953. De hecho, propuso una estructura en forma de triple hélice, la cual, estudiando el ADN por radiocristalografía, habría podido llevar a la elaboración de un modelo en forma de doble hélice.

## Juventud

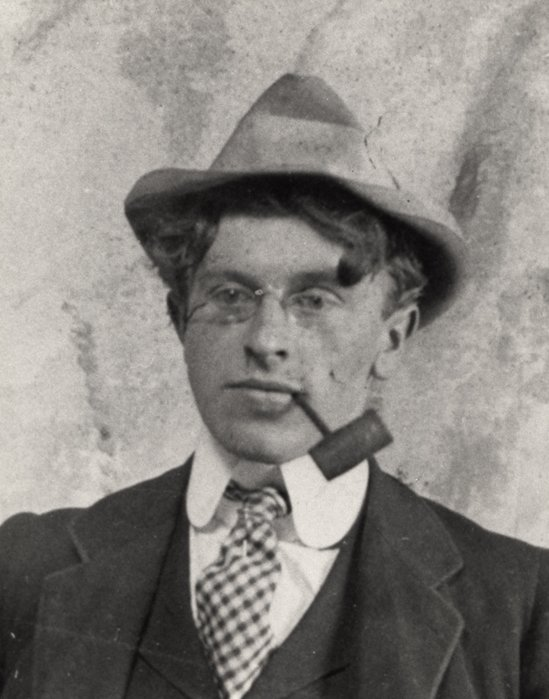
Herman Henry William Pauling (~1900).

Linus Pauling nació en Portland (Oregón), el 28 de febrero de 1901, hijo de Herman Henry William Pauling (1876-1910), estadounidense de ascendencia alemana, y de Lucy Isabelle Darling (1881-1926). Su padre era farmacéutico que, sin tener éxito comercial, hizo a su familia recorrer diferentes lugares del estado. Cuando murió, en 1910, Lucy Isabelle tuvo que criar sola a Linus y sus dos hermanas, Pauline (1902-2003) y Frances Lucille (1904-1973). La familia se reinstaló en Portland.
En su infancia, Linus fue un lector voraz, tanto que su padre llegó a escribir a un periódico local, pidiendo sugerencias de libros para mantenerlo ocupado. Uno de sus amigos, Lloyd Jeffress, tenía un pequeño laboratorio químico en su habitación, por ser ingeniero químico, y los experimentos llevados a cabo en este laboratorio despertaron el interés de Pauling.
En el bachillerato, Pauling continuaba con los experimentos de química, pidiendo prestada la mayoría de los materiales y los equipos en una acerería abandonada cerca del lugar donde su abuelo trabajaba como velador. Las malas calificaciones que Pauling obtuvo en historia de los Estados Unidos le impidieron graduarse del bachillerato. La escuela le dio su diploma cuarenta y cinco años más tarde, después de que hubiera ganado sus dos premios Nobel.

## Estudios

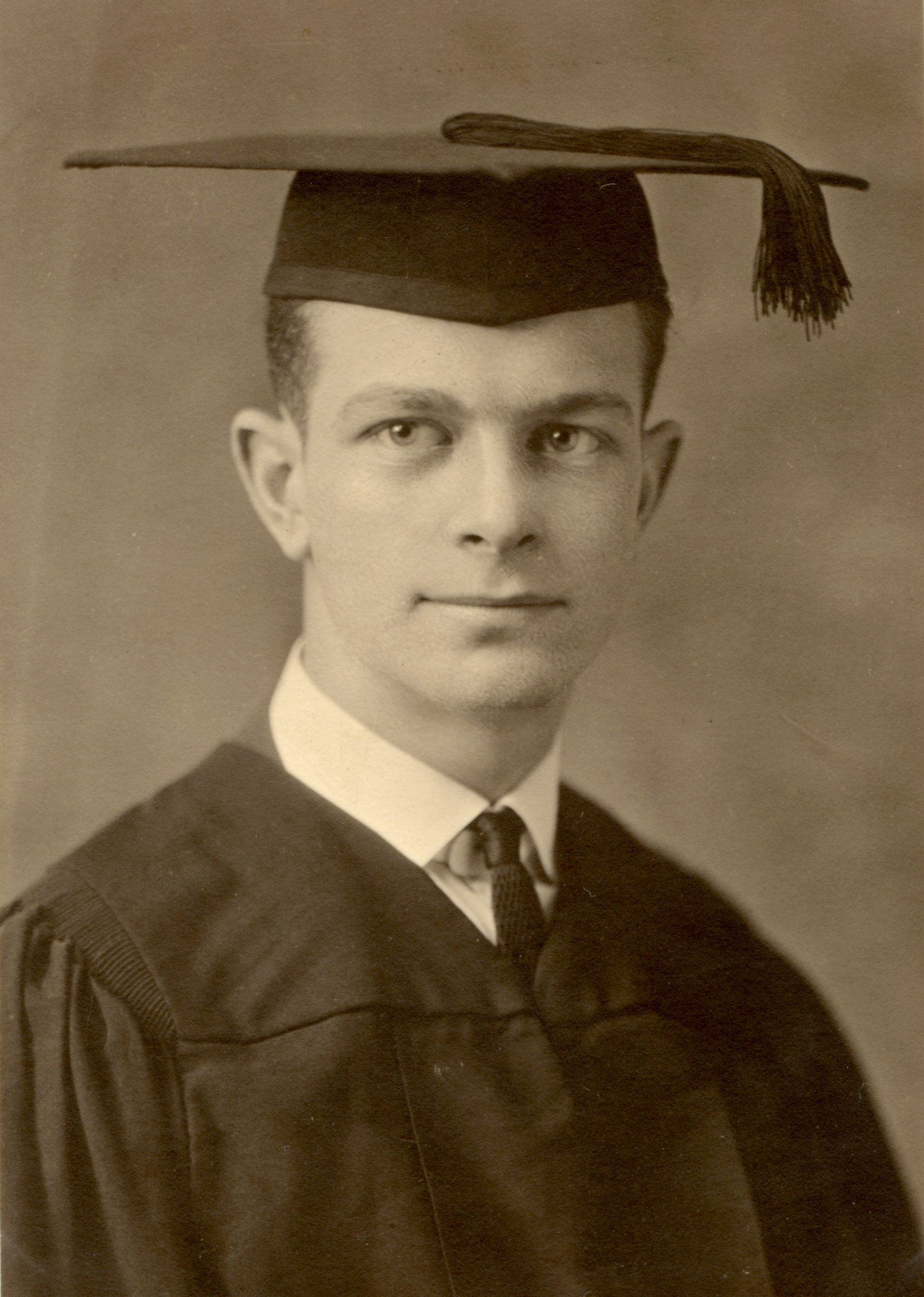
Pauling se graduó de la Universidad Agrícola de Oregón, en 1922.

En 1917, Pauling ingresó a la OAC (Universidad Agrícola de Oregón, llamada actualmente Universidad Estatal de Oregón), en Corvallis. Paralelamente a sus estudios, tuvo que trabajar tiempo completo, debido a sus necesidades financieras. Entre los empleos que tuvo, fue repartidor de leche, proyeccionista en un cine y obrero en un astillero naval. Al comienzo de su segundo año de estudios, se propuso buscar un empleo en Portland para poder mantener a su madre, pero en la universidad le propusieron aceptar una cátedra de química analítica cuantitativa (un curso que él mismo acababa de estudiar), que le permitiera al mismo tiempo continuar sus estudios.
En el transcurso de sus dos últimos años en la universidad, leyó los trabajos de Gilbert Newton Lewis e Irving Langmuir sobre la configuración electrónica de los átomos, así como de la forma en que estos se enlazan para formar moléculas. En ese momento, decidió seguir una carrera en la investigación, concentrándose en la comprensión de la relación de la estructura atómica de la materia, con sus propiedades físicas y químicas, lo cual lo llevaría a convertirse en uno de los pioneros de la química cuántica. En la OAC, tuvo la oportunidad de realizar sus primeras investigaciones con respecto al efecto que un campo magnético tiene sobre la orientación de un cristal de hierro.[cita requerida]
Pauling se graduó como Bachiller en Ciencias, en 1922, en el área de ingeniería de procesos. Inmediatamente, buscó continuar sus estudios, con un posgrado en el California Institute of Technology (Caltech) en Pasadena. Buscando el doctorado, Pauling trabajó investigando la utilización de la difracción de los rayos X, en la determinación de la estructura de los cristales. Durante sus tres años en Caltech, Pauling publicó siete artículos sobre la estructura cristalina de los minerales. El primero de ellos fue publicado en la revista Journal of the American Chemical Society, y trataba la estructura de la molibdenita, MoS2. Linus Pauling recibió el doctorado summa cum laude en 1925.
El 17 de junio de 1923, Pauling se casó con Ava Helen Miller, con quien tuvo tres hijos y una hija. La pareja se había conocido en la OAC, cuando Pauling cursaba el último año de estudios. Miller fue alumno de Pauling en el curso «Química para estudiantes de economía doméstica».

## Carrera científica

### Inicios
Tras terminar sus estudios de doctorado, Pauling recibió una beca de la Fundación Guggenheim, que le permitió viajar a Europa para estudiar bajo la dirección de Arnold Sommerfeld en Múnich, Niels Bohr en Copenhague y Erwin Schrödinger en Zúrich. Durante su estancia en la OAC, Pauling se había familiarizado con el trabajo de los tres científicos, pioneros de la química cuántica. Además, en Europa, tuvo la oportunidad de presenciar uno de los primeros estudios sobre los enlaces de la molécula de hidrógeno, basado en química cuántica. La investigación fue realizada por Walter Heitler y Fritz London. Pauling consagró sus años en Europa a esta área, y decidió hacerla la materia principal de sus investigaciones futuras. Cuando Pauling volvió a los Estados Unidos en 1927, obtuvo una posición de profesor asistente de química teórica en Caltech.
Los primeros cinco años de la carrera de Pauling transcurrieron en el Caltech y fueron muy productivos, aplicando la mecánica cuántica al estudio de átomos y moléculas; en seguimiento a sus estudios de cristales utilizando la difracción de los rayos X. En ese período, Pauling publicó alrededor de cincuenta artículos, y creó las cinco reglas de Pauling, desarrolladas para determinar la estructura molecular de los cristales complejos. En 1929, fue nombrado profesor asociado y al año siguiente es nombrado catedrático.
En 1930, Pauling tuvo una estancia de verano en Europa, en la cual trabajó en el instituto de Arnold Sommerfeld. Durante esta estancia, Pauling vio la posibilidad de utilizar a los electrones para los estudios de difracción, de la misma manera en que había usado los rayos X anteriormente. A su regreso, construyó un aparato de difracción electrónica, auxiliado por su estudiante L. O. Brockway. El aparato fue utilizado para estudiar la estructura molecular de un gran número de substancias químicas. En 1931, Pauling recibió el Premio Langmuir, otorgado por la American Chemical Society, por el trabajo científico más significativo, realizado por un investigador menor de treinta años.
En 1932, Pauling concibió la noción de electronegatividad. Utilizando diversas propiedades de las moléculas, especialmente su momento dipolar y la energía necesaria para romper los enlaces, estableció la escala de Pauling, útil para la predicción de la naturaleza de los enlaces químicos. La escala asigna un valor de electronegatividad a la mayoría de los elementos químicos. Este valor, es una medida de la fuerza con que los átomos de una molécula se atraen entre sí. Ese mismo año, Pauling publicó el que es considerado su artículo más importante, en el cual desarrolla el novedoso concepto de hibridación de los orbitales atómicos, y realiza un análisis del carácter tetravalente del carbono.
En el Caltech, Pauling desarrolló una fuerte amistad con Robert Oppenheimer, quien trabajaba en la Universidad de California en Berkeley, e iba regularmente al Caltech como investigador y maestro. Entre los dos, Oppenheimer y Pauling planearon trabajar juntos en la investigación de los enlaces químicos. Oppenheimer efectuaría los cálculos matemáticos y Pauling interpretaría los resultados. Sin embargo, los planes no cuajaron por completo, pues Pauling comenzó a sospechar que su amigo se estaba aproximando demasiado a su esposa Ava Helen. En una ocasión que Pauling estaba ausente trabajando, Oppenheimer invitó a Ava Helen a encontrarse en México. Ella rehusó la invitación de inmediato y avisó a su marido. Este incidente, y la indolencia con que Ava Helen lo tomó, provocaron que Pauling pusiera fin a la relación con el científico de Berkeley, creando una fría tensión que duró por el resto de sus vidas. Aunque más tarde Oppenheimer propuso a Pauling ser el jefe de química del Proyecto Manhattan, Pauling rechazó la propuesta, argumentando que él era pacifista.

### Naturaleza del enlace químico
A finales de los años 1920, Pauling comenzó a publicar sus investigaciones sobre la naturaleza del enlace químico, lo que llevó a la edición de su famoso libro de texto The Nature of the Chemical Bond, publicado en 1939. Este libro es considerado uno de los más importantes trabajos de química jamás publicados. Se puede tener una idea de su influencia con solo recordar que en los primeros treinta años después de su primera edición, el libro fue citado más de 16 000 veces por otros autores, lo que lo convierte en la investigación más citada como referencia en el mundo científico. Las investigaciones en esta área le valieron a Pauling el Premio Nobel de Química en 1954 «por sus investigaciones sobre la naturaleza del enlace químico y sus aplicaciones a la determinación de la estructura de las sustancias complejas».

Orbitales híbridos sp^{3}.

Como parte de sus investigaciones sobre la naturaleza del enlace químico, Pauling creó el concepto de hibridación de los orbitales atómicos. La mecánica cuántica utiliza el número cuántico l para determinar el número máximo de electrones en cada orbital (llamando a los orbitales con las letras s, p, d, f, g y h); Pauling observó que para describir el enlace en las moléculas, es preferible construir funciones que son una mezcla de estos orbitales. Por ejemplo, los orbitales 2s y 2p de un átomo de carbono, se pueden combinar para formar cuatro orbitales equivalentes, llamados orbitales híbridos sp3. Estos orbitales híbridos pueden describir mejor la existencia de compuestos como el metano, de geometría tetraédrica. Asimismo, el orbital 2s puede combinarse con dos orbitales 2p, formando tres orbitales equivalentes, llamados orbitales híbridos sp2, mientras que el tercer orbital 2p no se hibrida. Esta estructura permite describir los compuestos insaturados, como el etileno.
Otro de los terrenos en los que Pauling estaba interesado, era la comprensión de la relación entre los enlaces iónicos, en los cuales los electrones son transferidos de un átomo a otro, y los enlaces covalentes, en los cuales ambos átomos aportan electrones. Pauling demostró que estos dos tipos de enlaces son en realidad casos extremos y que la mayoría de los enlaces son, en realidad, una combinación de enlace iónico con covalente. Es en este terreno donde la noción de electronegatividad es más útil, pues la diferencia entre las electronegatividades de los átomos participantes en un enlace resulta ser la medida más adecuada para predecir el grado de ionicidad de un enlace.
El tercer tema en el que Pauling trabajó, aún en el terreno de los enlaces químicos, fue la comprensión y descripción de la estructura de los compuestos aromáticos; especialmente el benceno (C6H6), el compuesto más simple de los aromáticos.

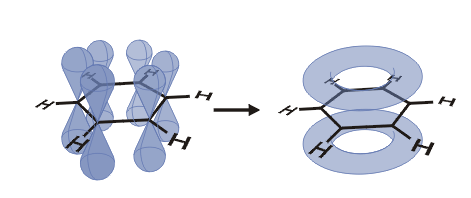
Estructura del benceno.

La estructura del benceno siempre había sido motivo de controversia entre los científicos, pues no quedaba clara la manera en la que seis átomos de carbono y seis de hidrógeno podían enlazarse satisfaciendo todo su potencial de enlace. Hasta ese momento, la mejor descripción sobre dicha estructura era la formulada por el químico alemán Friedrich Kekulé. En ella, Kekulé describía esta estructura como la transición rápida entre dos estructuras donde se alternaban de posición los enlaces simples y dobles. Pauling propuso una estructura intermedia, basada en la mecánica cuántica, que considera una superposición de las dos estructuras de Kekulé. Más adelante, este fenómeno recibió el nombre de resonancia.
En cierto modo, la resonancia es análoga al fenómeno de hibridación de los orbitales atómicos, ya que consiste en la combinación de varias estructuras electrónicas: en ella, los orbitales de diferentes átomos de carbono se combinan para formar los orbitales moleculares.

### Estructura del núcleo atómico
El 16 de septiembre de 1925, Linus Pauling comenzó una nueva bitácora de investigación con las palabras: «He decidido tratar el problema de la estructura del núcleo». Trece años después, Pauling publicó su modelo de Esfera Empacada en las revistas Science y Proceedings of the National Academy of Sciences. Durante las siguientes tres décadas, Pauling continuó publicando artículos basados en dicho modelo.
Sin embargo, pocos libros de texto modernos hablan de este modelo. El modelo da una perspectiva única sobre la forma en que cadenas de núcleos pueden formar estructuras de acuerdo con la mecánica cuántica. En 2006, Norman D. Cook, en su revisión de varios modelos de estructura atómica, dijo sobre el modelo de Pauling que «lleva a una construcción sensata de los núcleos, y tiene una lógica inherente difícil de negar... sin embargo... los teóricos nucleares no han profundizado en esta idea, y el modelo de Pauling no ha entrado en el común de la investigación atómica teórica». Es notorio que el doctor Cook no concluyera que el modelo de Pauling fue reemplazado por un modelo superior. Simplemente concluye que ha sido ignorado.
Las cadenas de Pauling incluyen a los isótopos deuterio [NP], helión [PNP] y tritio [NPN]. Los núcleos eran descritos como cadenas de partículas alfa, lo que es frecuente para núcleos ligeros. Pauling intentó describir la estructura nuclear a partir de los sólidos platónicos, en vez de partir de un modelo de partículas basado en el principio de exclusión de Pauli, que era más tradicional. A veces, se decía que estas investigaciones recibían mayor atención de la comunidad, que si hubieran sido llevadas a cabo por algún científico menos famoso; aunque Pauling estaba haciendo un innovador intento de entender el trabajo de Maria Goeppert-Mayer respecto al núcleo atómico.

### Investigaciones en biología molecular
A mediados de la década de 1930, Pauling se interesó por una nueva disciplina científica. A comienzos de su carrera, había manifestado una falta de interés por el estudio de las moléculas biológicas. Sin embargo, en el Caltech tuvo oportunidad de codearse con biólogos de renombre, como Thomas Hunt Morgan, Theodosius Dobzhansky, Calvin Bridges y Alfred Sturtevant. Pauling cambió de opinión y comenzó entonces a estudiar estas moléculas con interés, gracias a una beca de la Fundación Rockefeller. Sus primeros trabajos en el tema fueron sobre la estructura de la hemoglobina. Llegó a poner de manifiesto que la estructura de esta cambia dependiendo de que la molécula capte o pierda un átomo de oxígeno. A raíz de este resultado, Linus Pauling decidió estudiar de forma más precisa la estructura de las proteínas, utilizando la difracción de rayos X. Sin embargo, la estructura proteínica resultó ser mucho más difícil de determinar usando esta técnica, que la de los cristales minerales estudiados anteriormente. En esta década, el cristalógrafo británico William Astbury fue quien obtuvo los mejores resultados usando rayos X, pero cuando Pauling intentó reinterpretar sus observaciones con ayuda de la mecánica cuántica, en 1937, no lo pudo conseguir.
Fueron necesarios once años para que Pauling comprendiera el origen del problema. Su análisis matemático era correcto, pero los resultados de Astbury fueron obtenidos de un modo tal que las proteínas estaban inclinadas, respecto a las posiciones esperadas. Para explicar esta discrepancia, Pauling propuso un modelo molecular de la hemoglobina, en el cual los átomos estaban posicionados en hélice, y aplicó esta idea a las proteínas en general.

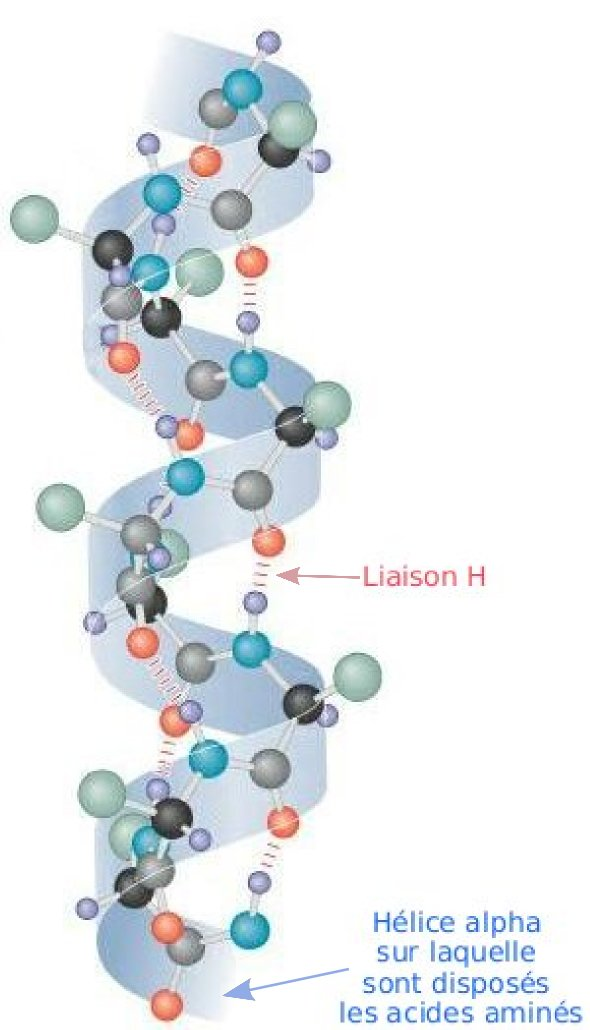
Hélice alfa.

En 1951, basados en las estructuras de los aminoácidos y de los péptidos y considerando la naturaleza planar del enlace peptídico, Pauling y sus colegas propusieron que la estructura secundaria de las proteínas estaba basada en la hélice alfa y la lámina beta. Esta conclusión ejemplifica la capacidad de Pauling para pensar de manera no convencional, pues el razonamiento central de la propuesta radica en que una vuelta de hélice puede contener un número no entero de aminoácidos.
A continuación, Pauling sugirió una estructura helicoidal para el ácido desoxirribonucleico (ADN), aunque su modelo tenía algunos errores, incluyendo el proponer grupos neutros de fosfato, idea que estaba en conflicto con la naturaleza ácida, y no neutra, del ADN. sir Lawrence Bragg se había decepcionado cuando supo que Pauling había ganado la carrera por descubrir la hélice alfa. El equipo de Bragg había cometido un error fundamental, al no considerar la naturaleza planar del enlace peptídico. Cuando en los Laboratorios Cavendish se supo que Pauling trabajaba con los modelos moleculares de la estructura del ADN, se autorizó a James Watson y Francis Crick a proponer un modelo estructural de la molécula de ADN, utilizando material no publicado, de los investigadores Maurice Wilkins y Rosalind Elsie Franklin del King's College. En 1953, Watson y Crick propusieron una estructura correcta para la doble hélice del ADN, lo que les valdría el Premio Nobel de Fisiología y Medicina en 1962. Uno de los obstáculos que Pauling enfrentó durante su investigación fue la imposibilidad de consultar las fotografías, de alta calidad, de difracción del ADN que Franklin había tomado. Cuando Pauling fue a verlas durante un congreso en Inglaterra, su pasaporte fue retenido por el Departamento de Estado de los Estados Unidos, que sospechaba que Pauling tenía simpatías por el comunismo. Watson y Crick tuvieron acceso a estas fotografías gracias a que Wilkins se las mostró sin el permiso de la autora.
Durante este período, Pauling también estudió las reacciones enzimáticas. Se encuentra entre los primeros científicos que demostraron que las enzimas actúan estabilizando los estados de transición de las reacciones químicas, lo cual es fundamental para la comprensión de sus mecanismos de acción. Pauling está también entre los primeros que propusieron que los anticuerpos se enlazan a los antígenos gracias a una compatibilidad de sus estructuras. En el mismo orden de ideas, escribió un artículo, junto con el físico convertido en biólogo Max Delbrück, donde sugiere que la replicación del ADN es debida a la compatibilidad, y no a la similitud, como había sido sugerido por otros científicos. El modelo de Watson y Crick vendría a corroborar esta idea. Por otra parte, Pauling contribuyó también, junto con otros investigadores, a la fabricación de anticuerpos artificiales, y a la de un sustituto del plasma sanguíneo.

### Genética molecular
En noviembre de 1949, junto con Harvey Itano, S. J. Singer e Ibert Wells, Pauling publicó en la revista Science la primera prueba de la relación entre una enfermedad humana y un cambio en una proteína específica. Utilizando la electroforesis, demostraron que la hemoglobina se había modificado en enfermos de anemia de células falciformes y que pacientes que eran propensos a este tipo de anemia, sin haberla desarrollado, tenían dos tipos de hemoglobina, modificada y sin modificar. Esta publicación fue la primera demostración de que una proteína específica podía estar asociada con una enfermedad en el ser humano, de manera que la herencia podía influir en las mutaciones de dicha proteína, marcando así los albores de la genética molecular.

### Automóvil eléctrico

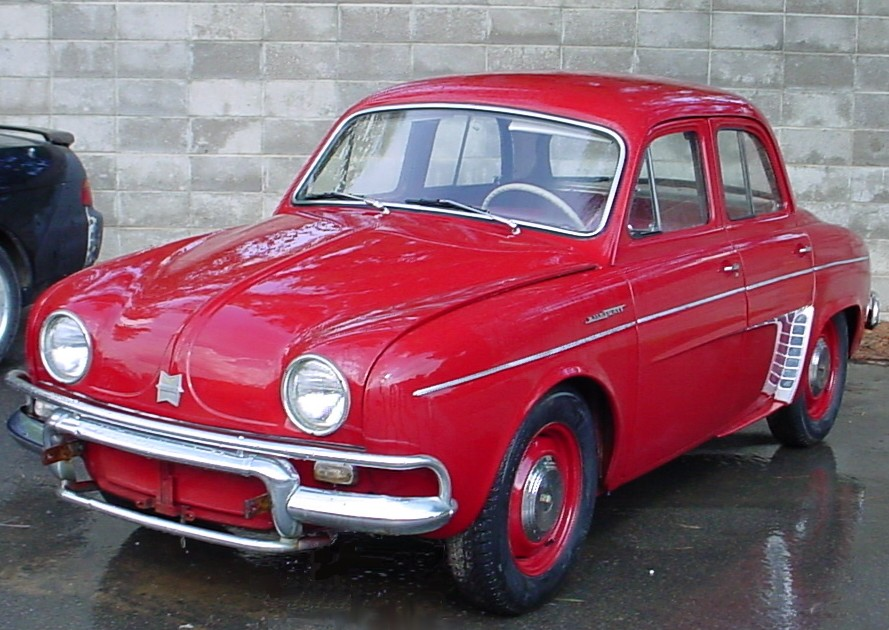
El «Henney Kilowatt», un automóvil eléctrico en cuyo desarrollo participó Pauling.

A finales de la década de 1950, Pauling comenzó a interesarse por el problema de la contaminación del aire; particularmente por el fenómeno del smog que veía en Los Ángeles. En esta época, la mayoría de los científicos pensaban que el smog se debía a las emisiones de refinerías e industrias químicas. Gracias a los trabajos de Pauling, Arie Jan Haagen-Smit y otros investigadores del Caltech, se demostró que el principal responsable del smog eran las emisiones de los automóviles. Poco después de este descubrimiento, Pauling comenzó a trabajar en el desarrollo de un automóvil eléctrico que fuera funcional y barato. Para esto, unió sus esfuerzos con los ingenieros de la empresa Eureka Williams, para el desarrollo del primer auto eléctrico de velocidad controlable, el Henney Kilowatt. Tras haber trabajado en el sistema de propulsión, Pauling demostró que los acumuladores clásicos no pueden entregar una potencia suficiente para hacer los motores eléctricos comparables a los motores de combustión interna. También previó que el Henney Kilowatt sería poco popular, por la baja velocidad que alcanzaba y su poca autonomía. Acudió a Eureka Williams para pedirles que detuvieran el proyecto hasta que se desarrollara una batería más potente, antes de comercializar el auto. La empresa prefirió hacer el lanzamiento, lo que condujo a un fracaso comercial.

### Medicina y vitaminas
Al pasar de los cuarenta años de edad, en 1941, Pauling descubrió que estaba afectado por una forma grave de la enfermedad de Bright, una enfermedad renal potencialmente mortal, la cual era considerada incurable por los médicos de la época. Con la ayuda del doctor Thomas Addis, de Stanford, Pauling consiguió controlar la enfermedad siguiendo una dieta pobre en aminoácidos y sin sal, algo fuera de lo común para la época. Addis también recetaba a todos sus pacientes mayores consumos de vitaminas y sales minerales y Pauling no fue la excepción.
A finales de la década de 1950, Pauling investigó la acción de las enzimas sobre las funciones cerebrales. Pensaba que las enfermedades mentales podrían estar causadas, en parte, por disfunciones enzimáticas. Cuando leyó La terapia de niacina en psiquiatría, la publicación de Abram Hoffer en 1965, se dio cuenta de que las vitaminas podían tener importantes efectos bioquímicos sobre el organismo; además de aquellos efectos relacionados con la prevención de las enfermedades provocadas por la deficiencia vitamínica. En 1968, Pauling publicó, en la revista Science su artículo más importante en este terreno: «Psiquiatría ortomolecular [...]» (PMID 5641253), en el cual inventó la palabra ortomolecular para describir al concepto de control de la concentración de los compuestos presentes en el cuerpo humano, para prevenir y tratar las enfermedades. Las ideas vertidas constituyeron la base de la medicina ortomolecular, fuertemente criticada por los profesionales de la medicina tradicional.

L-ácido ascórbico, también conocido como vitamina C.

En los años siguientes, las investigaciones de Pauling sobre la vitamina C fueron fuente de controversias, y algunos las consideraron fruto de la charlatanería. En 1966, Irwin Stone desarrolló el concepto de curación a base de altas dosis de vitamina C. Tras este desarrollo, Pauling comenzó a tomar varios gramos al día para prevenir los resfriados. Entusiasmado por los resultados, se interesó por la literatura del tema, y en 1970 publicó Vitamin C and the common cold (‘La vitamina C y el resfriado común’). Una de las afirmaciones más polémicas en dicho texto es la siguiente: «El total de síntomas asociados a la falta de vitamina C van desde alergias, anemia, amigdalitis, artritis reumatoide, arteriosclerosis, aspereza de garganta, bronquitis, cáncer, cataratas, cefaleas, diarrea, dolor abdominal, dolores en coyunturas, dolores musculares, encías sangrantes, escalofríos, faringitis, fiebre, fiebre reumática, hemorragias, hepatitis, herpes simple, infecciones agudas y crónicas, infertilidad, intoxicaciones, laringitis, malestar general, meningitis, neumonía, otitis media, resfriados, rinitis, ronquera, tos, vómitos, sarampión, hasta enfermedades cardíacas, enfermedades renales, enfermedades vasculares periféricas, enfermedades relacionadas con la edad avanzada, deterioro del sistema inmunitario y las enfermedades degenerativas del sistema nervioso».
Al año siguiente, Pauling comenzó una larga colaboración con el oncólogo británico Ewan Cameron, trabajando sobre el uso de la vitamina C por vía intravenosa o por vía oral en enfermos de cáncer en fase terminal.
Cameron y Pauling escribieron varios artículos, así como un libro de divulgación llamado La vitamina C y el cáncer, describiendo sus observaciones. Aunque los resultados parecían favorables, fue acogido de forma negativa por parte de la comunidad investigadora.
Desde sus campañas de lucha contra las pruebas nucleares en la década de 1950, hasta sus investigaciones en biología ortomolecular, Pauling siempre estuvo en la cuerda floja. En 1985, Pauling se quedó sin el apoyo financiero institucional y sin el apoyo de sus colegas. De todos modos, Pauling colaboró con el médico canadiense Abram Hoffer en el desarrollo de una dieta que incluyera la vitamina C en altas dosis, como un tratamiento complementario del cáncer.
En 1986, publica How to Feel Better and Live Longer, libro en el que trata a la vitamina C casi como si fuera una panacea, donde afirmó que no solo sería útil para combatir el cáncer, sino que puede detener el envejecimiento.
La idea que promovió Pauling, de elevar las dosis de vitamina C de forma prolongada para prevenir varias enfermedades, siempre fue causa de controversia (QuackWatch, Plos, WebMD), y estudios posteriores revivieron el tema. Algunos médicos han llamado a una revalorización cuidadosa de la vitamina C, especialmente en forma intravenosa para el tratamiento del cáncer, lo que continúa siendo controvertido, y sigue siendo motivo de continuas investigaciones.
En 1973, Linus Pauling fundó, junto con dos colegas suyos, el Instituto de Medicina Ortomolecular en Menlo Park. El nombre del instituto pronto cambió a Instituto Linus Pauling de Ciencia y Medicina. Allí, Pauling continuó dirigiendo las investigaciones sobre la vitamina C, pero también mantuvo su interés en trabajos de química y física teórica, hasta su muerte en 1994. Durante sus últimos años de vida, se interesó particularmente en el posible papel que la vitamina C tendría en la prevención de la arterioesclerosis, y publicó tres informes sobre el uso de la vitamina C y la lisina, usadas para el alivio de la angina de pecho.
Pauling sostenía que la causa primaria de las enfermedades vasculares es la deficiencia de vitamina C, que debilita la estructura de colágeno en las arterias, dando lugar a la aparición de fisuras, en las cuales se forma la placa arterial de lipoproteína(a) como mecanismo de reparación. La placa causa con el tiempo estrechamiento arterial y trombosis. Los animales que sintetizan vitamina C, casi todas las especies, no presentan lipopoteina(a) en sangre ni sufren enfermedad coronaria. En cambio las pocas especies que no producen vitamina C, como algunos primates y el hombre, presentan estos trastornos. Los defensores de suministrar altas dosis de vitamina C, y no únicamente la estrictamente necesaria para evitar el escorbuto (RDA), esgrimen ese importante hecho para defender la teoría de que tal suministro previene las enfermedades vasculares. En coherencia con sus planteamientos Pauling ingería diariamente una dosis de 6 – 18 gramos de vitamina C al día.
En 1996, dos años después de su muerte, el instituto se mudó a Corvallis, Oregón, para formar parte de la Universidad Estatal de Oregón. En el instituto se realizan investigaciones en micronutrientes, fitonutrientes y otras maneras de prevenir y tratar las enfermedades a través de la dieta humana.

## Activismo político
Pauling no fue un activista hasta la Segunda Guerra Mundial. Durante la guerra, contribuyó a la puesta a punto de explosivos y de combustible para misiles. Del mismo modo, preparó un detector de nivel de oxígeno para los submarinos. Al comienzo del proyecto Manhattan, que llevaría a la fabricación de la primera bomba atómica, Pauling recibió una oferta de Robert Oppenheimer, para encabezar al departamento de química del proyecto. Pauling rechazó la propuesta. A raíz de sus contribuciones durante la guerra, el Gobierno de los Estados Unidos le concedió la Medalla Presidencial al Mérito, en 1948, que recibió de manos del presidente Harry Truman. Sin embargo, marcado por la guerra en general, y por los bombardeos de Hiroshima y Nagasaki en particular, Pauling cambió de posición y se identificó con el activismo pacifista.
En 1946, se unió al Comité de Emergencia de Científicos Atómicos (ECAS, por sus siglas en inglés) que Albert Einstein y Leó Szilárd habían fundado dos años antes. El comité tenía el fin de advertir a la opinión pública de los peligros asociados al desarrollo de las armas nucleares. El activismo de Pauling provocó que su pasaporte fuera confiscado en 1952, cuando salía para un congreso en Londres. El pasaporte fue restaurado en 1954, poco antes de partir a Estocolmo, a recoger el Premio Nobel. Al año siguiente, Linus Pauling firmó el Manifiesto Russell-Einstein, uniendo su nombre al de Bertrand Russell, Albert Einstein, y otros ocho científicos e intelectuales, apelando a la búsqueda de soluciones pacíficas durante la guerra fría.
Dos años después, Pauling redactó una petición junto con el biólogo Barry Commoner, quien había estudiado la presencia de estroncio-90 radiactivo en los dientes de leche de los niños estadounidenses, concluyendo que las pruebas nucleares en la atmósfera tienen riesgos para la salud pública, en forma de precipitación radiactiva. También participó en un debate público con el físico atómico Edward Teller, sobre los riesgos reales de mutaciones genéticas provocadas por estas precipitaciones.
En 1958, Pauling y su esposa presentaron ante la Organización de Naciones Unidas una carta firmada por más de 11 000 científicos pidiendo la suspensión de las pruebas nucleares. La presión de la opinión pública condujo a una moratoria en las pruebas en la superficie, seguida por la firma del tratado de Prohibición Parcial de Pruebas Nucleares (PTBT, en inglés), firmado por 113 países, el 5 de agosto de 1963. Entre los firmantes, estaban John F. Kennedy, por los Estados Unidos, y Nikita Jrushchov, por la Unión Soviética. El tratado entró en vigor en octubre de ese año, y entonces Pauling recibió el Premio Nobel de la Paz correspondiente a 1962 (el premio fue reservado para que la fecha de entrega coincidiera con la fecha de entrada en vigor del tratado).

....a Linus Pauling, quien desde 1946 ha abogado incesantemente, no solamente contra las pruebas nucleares, ni solamente contra la proliferación de las armas nucleares, ni solamente contra su uso; sino en contra de cualquier forma de resolver los conflictos internacionales por la vía bélica.
Descripción del Premio, por el Comité Nobel Noruego.

Cuando se anunció el premio, el Departamento de Química del Caltech no se molestó en felicitar a Pauling, ya que estaba incómodo con las actividades políticas del profesor. El Departamento de Biología ofreció una pequeña fiesta, demostrando así su simpatía por su trabajo en las mutaciones inducidas por la radiación. La desaprobación institucional sobre el activismo de Pauling, motivó que este renunciara a su puesto en el Caltech en 1964. Comenzó así a trabajar en la Universidad de California, San Diego, de 1967 a 1969, y más tarde en la Universidad de Stanford, de 1969 a 1973.
Muchos de los detractores de Pauling apreciaban su trabajo científico, pero estaban en desacuerdo con su posición política y se le representaba como un ingenuo portavoz del comunismo soviético. En 1955, Pauling fue citado a comparecer frente al subcomité de Seguridad Interior del Senado, que le describió como «la personalidad científica número uno de todas las actividades importantes de la ofensiva pacifista-comunista que hay en este país». Pauling tuvo que regresar frente a este subcomité varias veces más, en especial cuando envió su petición contra las pruebas nucleares. La revista Life describió al Premio Nobel de la Paz que Pauling recibió como «un extraño insulto de Noruega». En 1970, Pauling recibió el Premio Lenin de la Paz, otorgado por la URSS.
Hasta el fin de su vida, Pauling se valió de su notoriedad como personalidad pública para protestar contra los conflictos armados (incluyendo la guerra de Corea y la guerra de Vietnam) e incluso realizando un «llamado por la paz en Croacia», en 1991. De la misma manera, fue un feroz crítico del intervencionismo estadounidense en América Latina, especialmente en Nicaragua.

## Premios y distinciones
El premio más notable que Linus Pauling recibió fue el Premio Nobel, recibiendo el de Química en 1954 y el de la Paz en 1962. Además de él, solamente otras tres personas lo han recibido en más de una ocasión, pero Pauling es el único que lo ha recibido individualmente en ambas ocasiones. Además, recibió numerosas distinciones a lo largo de su carrera, entre las que cabe destacar:
- 1931: Premio Langmuir, por la American Chemical Society.
- 1933: miembro de la Academia Nacional de Ciencias de Estados Unidos.
- 1936: miembro de la Sociedad Filosófica Estadounidense.
- 1946: Medalla Gibbs, de la American Chemical Society, sección de Chicago.
- 1947: Medalla Davy, concedida por la Royal Society «en reconocimiento a sus distinguidas contribuciones a la teoría de la valencia y por su teórica aplicación a los sistemas de importancia biológica».[21]
- 1947: miembro de la Royal Society, Londres.
- 1951: Medalla Lewis, por la American Chemical Society, sección de California.
- 1952: Medalla Pasteur, por la Sociedad Bioquímica de Francia.
- 1954: Premio Nobel de Química.
- 1956: Medalla Avogadro, por la Academia Italiana de Ciencias.
- 1960: Hombre del Año, según la revista Time.
- 1962: Premio Gandhi de la Paz.
- 1962: Premio Nobel de la Paz.
- 1969: Premio Lenin de la Paz.
- 1974: Medalla Nacional de Ciencias.
- 1977: Medalla Lomonósov, otorgada por la Academia de Ciencias de Rusia.
- 1979: primer receptor de la Medalla de Química de la Academia Nacional de Ciencias de Estados Unidos.
- 1984: Medalla Priestley, concedida por la American Chemical Society.

Pauling recibió más de cuatro decenas de doctorados honoris causa en universidades de todo el mundo.

## Legado
La contribución de Linus Pauling al desarrollo científico del siglo XX es excepcional. Pauling integra la lista de los veinte mayores científicos de todos los tiempos, que publicó la revista británica New Scientist. Pauling es, además de Albert Einstein, la única personalidad del siglo XX que aparece en dicha lista. Gautam R. Desiraju, autor del «Ensayo del Milenio», publicado en la revista Nature, escribió que Pauling fue uno de los mayores pensadores y visionarios del milenio, junto con Galileo, Newton y Einstein. Otro aspecto excepcional en Pauling es la diversidad de sus investigaciones. Pauling se movió en diversas áreas, haciendo contribuciones notables en mecánica cuántica, química cuántica, química inorgánica, química orgánica, bioquímica, biología molecular y medicina, aportando contribuciones especialmente significativas en las fronteras entre dichos campos. Sus investigaciones sobre la naturaleza de los enlaces químicos marcaron los inicios de la química cuántica, y muchos de los conceptos innovadores como la hibridación y la electronegatividad, son parte de los cimientos de la química moderna, aún después de que la teoría de la hibridación fuera reemplazada por la teoría de orbitales moleculares de Robert Mulliken. Aunque la teoría de Pauling fallaba al no describir cuantitativamente algunas de las características moleculares, como la naturaleza paramagnética del oxígeno, o el color de los compuestos organometálicos, su simplicidad la ha hecho perdurar en los textos de química. El trabajo de Pauling sobre la estructura cristalina contribuyó al avance de la predicción y el entendimiento de las estructuras de los minerales. Sus descubrimientos acerca de la hélice alfa y la lámina beta establecieron la base para la comprensión y el estudio de la estructura de las proteínas. En su época, Pauling era comúnmente llamado el padre de la biología molecular. Desde que Pauling entendió que la anemia de células falciformes era una enfermedad molecular, se abrieron las puertas al examen de las mutaciones genéticas a un nivel molecular.
Aunque gran parte de la comunidad científica no comulgó con las conclusiones de Pauling relacionadas con sus investigaciones médicas y el consumo de vitaminas, la participación de Pauling en la polémica llevó a que el público tuviera presente la importancia del consumo de vitaminas y minerales para la prevención de enfermedades. La firme posición de Pauling en esta controversia, ayudó también a redoblar los esfuerzos que otros investigadores dedicaron a este campo, incluyendo a aquellos del Instituto Linus Pauling, el cual tiene a una docena de investigadores y académicos que exploran la importancia de los micronutrientes en la salud humana.
También apoyó, junto con Liza Minnelli (1946-), el controvertido Instituto para el Logro del Potencial Humano, una organización sin ánimo de lucro que pretende mejorar el desarrollo neurológico de niños que han sufrido una lesión cerebral.
El asteroide (4674) Pauling se nombró en honor a Linus Pauling.
Existe una célula del comunal Bernardino Jara de San Bernardo del Partido Comunista de Chile que lleva como nombre Linus Pauling.

## Publicaciones

### Artículos en publicaciones científicas
Algunos artículos destacables son:
- Alfred E. Mirsky, Linus Pauling. «On The Structure of Native, Denatured, and Coagulated Proteins». En: Proc. of the National Academy of Sciences (PNAS). Washington DC 22 (1936), 7 (JulIO): 439–447 ISSN 0027-8424
- Linus Pauling, Carl Niemann. «The Structure of Proteins». En: Journal of the American Chemical Society Washington DC 61 (1939) 1860–1867. ISSN 0002-7863
- Linus Pauling, Dan H. Campbell, David Pressman. «The Nature of the Forces Between Antigen and Antibody and of the Precipitation Reaction». En: Physiological Reviews. Bethesda Md 23 (1943), 3 (julio), 203–219. ISSN 0031-9333
- Linus Pauling, Harvey A. Itano, S. J. Singer, Ibert C. Wells. «Sickle Cell Anemia, A Molecular Disease». En: Science. Washington DC 110 (1949), 2865 (25 de noviembre) 543–548 ISSN 0036-8075
- Linus Pauling, Robert B. Corey. «The Polypeptide-Chain Configuration in Hemoglobin and Other Globular Proteins». En: Proc. of the National Academy of Sci. (PNAS). Washington DC 37 (1951) 5 (mayo): 282–285 ISSN 0027-8424
- Linus Pauling, Robert B. Corey. «A Proposed Structure for the Nucleic Acids». En: Proc. of the National Academy of Sci. (PNAS). Washington DC 39.1953, 84–97 ISSN 0027-8424
- Linus Pauling. «How my interest in proteins developed». En: Protein Sci. (PS). Lab. Press, Cold Spring Harbor 2.1993, 6, 1060–1063 ISSN 0961-8368
- Linus Pauling. «My first five years in science». En: Nature. Londres 371 (1994), 6492, p. 10. ISSN 0028-0836

### Libros de texto
- The Nature of the Chemical Bond. Übersetzt von H. Noller. Verlag Chemie, Weinheim 1968, 1976 (original 1939 y 1960), ISBN 3-527-25217-7
- Fundamentals of Chemistry. Übersetzt von Friedrich G. Helfferich. Verlag Chemie, Weinheim 1956, 1973, ISBN 3-527-25392-0
- General Chemistry. W. H. Freeman, San Francisco 1949, 1970; Dover Publ. New York 1988 ISBN 0-486-65622-5
- con E. Bright Wilson Jr. Introduction to Quantum Mechanics with Applications to Chemistry. McGraw-Hill, New York 1935; Dover Publ. New York 1963, 1985, ISBN 0-486-64871-0

### Textos sobre la vitamina C
- Vitamin C and the common cold. Übersetzt von Friedrich G. Helfferich. Verlag Chemie, Weinheim 1972 (original 1970) ISBN 3-527-25458-7
- How to Live Longer and Feel Better. Avon Books 1987. ISBN 0-380-70289-4
- Das Vitamin-Programm. Goldmann Verlag, Mínich 1990, 1992, ISBN 3-442-13648-2

### Escritos políticos
- Linus Pauling. Life and Death in the Nuclear Age. Übersetzt von Hildburg Braun. Sensen-Verlag, Viena 1960; Aufbau-Verlag, Berlín 1964
- Linus Pauling. New morality and international law. Union-Verlag, VOB, Berlín 1970
- Linus Pauling. No More War!. 25.ª ed., il. de Dodd, Mead, 304 pp. ISBN 0-396-08157-6
- Linus Pauling y Daisaku Ikeda. En busca de la paz, trad. Paula Tizzano, Buenos Aires: Emecé, 1995. ISBN  9789500415163

## Literatura
- Anthony Serafini. Linus Pauling – A Man and His Science. Paragon House, New York NY 1989, 1991, ISBN 0-913729-88-4
- Barbara Marinacci (ed.) Linus Pauling in His Own Words. Selections from His Writings, Speeches, and Interviews. Touchstone Books, Simon & Schuster, New York 1995, ISBN 0-684-80749-1
- Bernhard Kupfer. Lexikon der Nobelpreisträger. Patmos, Düsseldorf 2001, ISBN 3-491-72451-1
- The 100 of the century scientists. Rowohlt, Reinbek bei Hamburg 1994, ISBN 3-499-16451-5, pp. 150f

## Documental
- Linus Pauling. (títulos adicionales 2011: Ein Rückblick auf unser Jahrhundert - Zum Internationalen Jahr der Chemie.) Documental, Alemania, 1994, escrita y dirigida: Andrea & Harald von Troschke, producción: WDR, con material de archivo y grabaciones de entrevistas entre 1991 y 1993, resumen de ARD.